# Food City
A Food City é uma rede de supermercados com sede em Abingdon, Virgínia,  Estados Unidos, foi fundada em 1955 e está presente nos estados do sul do pais, atualmente de propriedade da K-VA-T Food Stores.